# Heliodinidae
Die Heliodinidae sind eine mehr als 50 Arten in etwa einem Dutzend Gattungen umfassende, weltweit verbreitete Familie der Schmetterlinge innerhalb der Überfamilie Yponomeutoidea. Die Familie kommt in Europa mit nur einer Art, Heliodines roesella, vor. Das Hauptverbreitungsgebiet ist die Neue Welt. Die Gattung Heliodines umfasst die meisten Arten und hat die größte Verbreitung.

## Merkmale
Zu den möglichen Autapomorphien der Familie zählen der vollständig glatt beschuppte Kopf und die verkümmerte Flügelader CuP auf dem Vorderflügel. Diese Merkmale treten aber auch bei den Glyphipteriginae aus der Familie der Glyphipterigidae auf. Der Hinterleib der Imagines trägt keine Stacheln. Die Puppe hat an den Seiten und am Rücken steife Borsten.
Die kleinen Falter haben Punktaugen (Ocelli) aber keine Jordansche Organe (Chaetosemata). Die Männchen haben charakteristisch verdickte Fühler, wobei der Scapus ungekämmt bzw. ohne vorstehend angeordneten Schuppen ist. Die Schienen (Tibien) der Hinterbeine sind dorsal glatt beschuppt. Die Vorderflügel tragen metallische Muster. Bei den Weibchen besteht das Frenulum aus nur einer Borste, das Retinaculum ist subcostal und besteht aus kurzen zurückgekrümmten Borsten.
Die Spinndrüsen der Raupen sind unüblich lang und die Seta VI am Thorax ist wie auch bei den Bedelidae unentwickelt. Die Bauchbeine sind einfach kreisförmig.

## Lebensweise
Die Falter sind meist tagaktiv. Die Raupen sind Minierer in Blättern, Bohrer in Ästen, Knospen, Früchten und auch Pflanzengallen von Gallmücken. Es gibt auch Arten, die in einem Gemeinschaftsnest leben und an Blättern fressen. Zu den Nahrungspflanzen zählen verschiedene Zweikeimblättrige, wie etwa Fuchsschwanzgewächse (Chenopodiaceae), Wunderblumengewächse (Nyctaginaceae), Araliengewächse (Araliaceae), Nachtkerzengewächse (Onagraceae) und Mittagsblumengewächse (Aizoaceae). Die Verpuppung erfolgt entweder im Versteck der Raupe oder frei, bei einigen Arten in einem lockeren Gespinst aus Seide.

## Systematik
Mehrere Taxa, die früher zu dieser Familie gezählt wurden, haben wie man erkannte, keine nahe Verwandtschaft mit den Heliodinidae. Sie werden nun in die Gelechioidea oder sogar die Schreckensteiniidae innerhalb der Apoditrysia gestellt.

## Belege